# 2004 en Colombie-Britannique
Chronologie de la Colombie-Britannique
- 2000
- 2001
- 2002
- 2003
- 2004
- 2005
- 2006
- 2007
- 2008

Cette page concerne des événements qui se sont produits durant l'année 2004 dans la province canadienne de Colombie-Britannique.

## Politique
- Premier ministre : Gordon Campbell
- Chef de l'Opposition : Joy MacPhail (en)[1]
- Lieutenant-gouverneur : Iona Campagnolo
- Législature :

## Événements
- Mise en service du  Fort Nelson River Bridge, pont en béton armé de 320 mètres de long à Fort Nelson[2].

- Mise en service à Vancouver :
  - de la Brava ! Tower 1, immeuble de logements de 33 étages (96 mètres de hauteur) situé 1199 Seymour Street[3] .
  - du Callisto, immeuble de logements de 35 étages (106 mètres de hauteur) situé 1281 West Cordova Street[4] .